# Lámina cribosa
En anatomía humana, la lámina cribosa o lámina cribiforme (con forma  de criba) es una porción del hueso etmoides situada en la región anterior de la base del cráneo a ambos lados de la apófisis ósea conocida como crista galli. Debe su nombre a que está perforada por numerosos orificios a través de los cuales pasan al interior del cráneo los nervios olfatorios procedentes de las fosas nasales que se dirigen al bulbo olfatorio en el cerebro. La lámina cribosa forma junto a la porción orbitaria del hueso frontal y el hueso esfenoides el suelo de la fosa anterior de la base del cráneo.

Nervio olfatorio atravesando la lámina cribiforme= 3.Lámina cribosa del hueso etmoides - 4.Epitelio nasal - 5.Glomérulos - 6.Células receptoras olfativas. 1.Bulbo olfatorio - 2.Células mitrales.

## Patología
Si la lámina cribosa se fractura como consecuencia de un traumatismo craneal, puede producirse una fístula a través de la cual el líquido cefalorraquídeo drena a la cavidad nasal (rinorrea de líquido cefalorraquídeo). Este tipo de fístulas puede provocar como complicación una meningitis.